# ریل باس

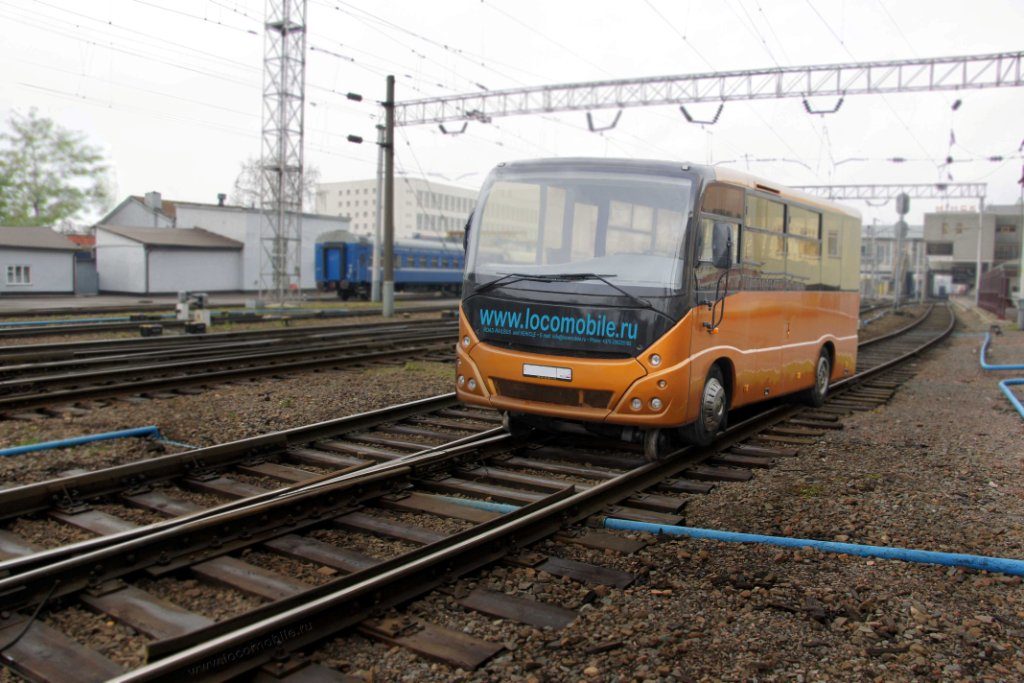
نمایی از یک‌نوع اتوبوس ریلی (ریل باس) در مسیر راه‌آهن ترکیبی - ۲۰۱۲

ریل باس گونه‌ای قطار مسافربری خودکشش می‌باشد که دارای ۴ واگن با ظرفیت ۳۳۶ مسافر نشسته‌است و با سرعت ۱۲۰ کیلومتر در ساعت (با اعمال تغییراتی تا سرعت ۱۶۰ کیلومتر در ساعت خواهد بود) در مسیرهای کوتاه حومه شهرهای بزرگ به کار گرفته می‌شود. این قطارها خودکشش هستند و برای حرکت نیازی به لکوموتیو ندارند. اتوبوس‌های ریلی دارای سرعت مناسب، ترافیک پایین و ایمنی بسیار بالایی هستند و قابلیت جابجایی حجم انبوهی از مسافران را دارند. اکنون ۵۵ ست از این قطارها در شبکه ریلی کشور در حال بهره‌برداری می‌باشند.